# Banca nazionale di Slovacchia

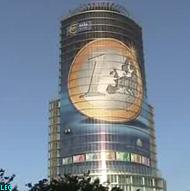
Il palazzo al momento dell’adozione dell’euro, 1º gennaio 2009

La Banca nazionale di Slovacchia (in slovacco Národná Banka Slovenska) è la banca centrale della Slovacchia, membro del Sistema europeo delle banche centrali. È un'istituzione indipendente, il cui massimo obiettivo è quello di garantire la stabilità dei prezzi.
Creata il 1º gennaio 1993 dal Governo slovacco, la banca rappresenta la Slovacchia nelle istituzioni internazionali di finanza e mercato, ne garantisce la stabilità e la reputazione, e determina la politica monetaria del paese, in accordo con le direttive della Banca centrale europea (BCE).
Il massimo organo di governo della Banca Nazionale della Slovacchia è il “Consiglio di Amministrazione”, che formula la politica monetaria, applica gli strumenti necessari e le regole nelle misure monetarie. È composto dal governatore, due vice governatori, che sono nominati dal presidente della Slovacchia, e altri otto membri, nominati dal Governo della Slovacchia su proposta del governatore.
La valuta ufficiale adottata dallo stato sin dal 1º gennaio 2009, anno in cui ha sostituito la corona slovacca, è l'euro.